# Paryż, Teksas
Paryż, Teksas (ang. Paris, Texas) – niemiecko-francusko-brytyjsko-amerykański film fabularny z 1984 roku w reżyserii Wima Wendersa.

## Fabuła
Film opowiada historię Travisa, mężczyzny, który po ponad czteroletnim zniknięciu zostaje przypadkiem odnaleziony przez brata Walta w szpitalu w pustynnej części Teksasu, blisko granicy z Meksykiem. Obszarpany, cierpiący na amnezję Travis zostaje zabrany przez brata do jego domu w Los Angeles, gdzie przebywa siedmioletni syn Travisa Hunter, porzucony przez matkę Jane. Obcy sobie początkowo ojciec i syn zaczynają się do siebie zbliżać, co prowadzi do wielkiej przyjaźni i także sekretnego pragnienia, by odszukać Jane i odbudować życie rodzinne.

## Tytuł
Tytuł nawiązuje do pewnego epizodu. Po odnalezieniu Travis patrzy na mapę i mówi, że chciałby pojechać do Paris. Jest to 25-tysięczne miasteczko. Walt myśli, że chodzi o Paryż we Francji i odpowiada, że to trochę daleko. Travis ma zdjęcie działki, którą kupił w Paris, ponieważ ojciec powiedział mu, że został poczęty w tym miasteczku. To kawałek pustyni z tablicą "Na sprzedaż" (w rzeczywistości Paris leży w leśno-rolniczym północnym Teksasie).

## Obsada
- Harry Dean Stanton – Travis Henderson
- Dean Stockwell – Walt Henderson
- Hunter Carson – Hunter Henderson
- Nastassja Kinski – Jane Henderson
- Bernhard Wicki – Doktor Ulmer
- Aurore Clément – Anne Henderson
- John Lurie – Slater